# Vermelho Velho
Vermelho Velho è una località (distrito) del municipio di Raul Soares nello Stato di Minas Gerais, Brasile.